# Adé (Altos Pirenéus)
Adé é uma comuna francesa na região administrativa de Occitânia, no departamento dos Altos Pirenéus. Estende-se por uma área de 7,24 km², Em 2010 a comuna tinha 824 habitantes (densidade: 113,8 hab./km²)..[carece de fontes?]